# ラウンハイム
ラウンハイム (ドイツ語: Raunheim, ドイツ語発音: [ˈra‿unha‿im]) は、ドイツ連邦共和国ヘッセン州グロース＝ゲーラウ郡に属す市である。フランクフルト・アム・マインの南西約 20 km のマイン川南岸に位置している。

## 地理

### 位置
ラウンハイムは、ライン＝マイン地方のフランクフルト・アム・マインとマインツとの間のマイン川南岸に位置している。フランクフルト空港のすぐ近くであり、フランクフルト都市圏に含まれる。

### 隣接する市町村
ラウンハイムは、北東はケルスターバッハ、東はフランクフルト・アム・マインのフルークハーフェン区、南はリュッセルスハイム・アム・マイン、北西はフレールスハイム・アム・マインおよびハッタースハイム・アム・マインと境を接している。

### 市の構成
ラウンハイム市は、単独の市区で構成されている。

## 歴史

### 始まり
現在のラウンハイムにあたるマイン川の川岸には7000年前から定住が行われていたことが証明されている。何本も並行して流れるマイン川の支流が造った中州、大きな森、平らな土地や住みやすい気候がその基盤であった。ラウンハイムは他のライン＝マイン地方と同様に、太古から現在に至るまで、居住として好適な地である。
新石器時代から、現在のラウンハイム地域の帯状耕作地に長い家屋が築かれた。その後ローマ人たちは、紀元250年頃までに「ヴィラ＝ルスティカ」（貴族が田舎に築いた別荘）の他に旅のために馬を乗り換えるための宿駅を備えた小さな農場を築いた。
フランク人の入植は 6世紀から 8世紀に行われ、この頃にラウンハイムの建設が行われたと推測されている。
この村は、910年4月6日にマインツ大司教ハットーの文書に初めて記録された。これはコデックス・エーバーハルディの中の写本として現存するだけなのだが、ラウンハイムはこれを根拠に最初の記録がなされてから1100年祭を、2010年に祝った。原本が遺る最初の記録は 1211年のもので、ハットーの文書と同じく Ruwenheim と記されている。史料によれば、ラウンハイムはこれ以後、1211年に Runheim、1313年に Ruwinheim、Rawenheym、そして 1680年から Raunheim という表記がなされるようになった。
1118年にメンヒホーフとその礼拝堂、現在のメンヒホーフ礼拝堂に言及した最初の記録がなされた。1342年、ラウンハイムはマイン川の大洪水に見舞われた。中世には、ラウンハイムの領主は何度も交替した。ホルンバッハ修道院、マインツの聖ヤーコプ修道院、ハーゲン＝ミュンツェンベルク伯、エップシュタイン伯、そして1425年からカッツェネルンボーゲン伯が領主として記録されている。1479年にカッツェネルンボーゲン伯の最後の女性相続人がヘッセン方伯ハインリヒ3世と結婚したことで、ラウンハイムはヘッセン領となった。
ラウンハイムで最初の宗教改革運動は、1530年にルター派の牧師カスパー・メラーによって行われた。これはおそらく 1526年のホムブルク教会会議でヘッセン方伯フィリップ1世が領土の宗教改革を認めたことを承けたものである。ヘッセン＝ダルムシュタット方伯ゲオルク1世は、マインツの聖シュテファン教会から司祭館と小教区を買い取り、ラウンハイムは最終的に1590年に新教化された。
1618年から1648年の三十年戦争は、ラウンハイムにも死と破壊をもたらした。1634年12月、農民たちはリュッセルスハイム城塞での戦闘前に逃げ出した。1635年にスウェーデン軍がラウンハイムを通過し、村の半分を焼き払った。1634年から1635年にはペストも猛威を振るった。1641年の教会台帳には、ラウンハイムは「7つの湖」とだけ記されている。

### 近代
行政機構上、ラウンハイムは1820年までアムト・リュッセルスハイムに属した。1821年、大公国にラントラーツベツィルク（地方管区）の制度が導入され、ラウンハイムはドルンベルク地方管区に属した。1832年に地方行政区分はさらに統合・拡大され、クライス（郡）が設けられた。この時、ラウンハイムはグロース＝ゲーラウ郡に属すこととなった。大公国のプロヴィンツ、郡、地方管区は1848年7月31日に廃止され、レギールングスベツィルク（地域行政管区）が成立したが、1852年5月12日に再び元の構成に戻された。この1948年から1952年までの間、ラウンハイムはダルムシュタット地域行政管区に属した。その後、この街は何度もの行政改革にもかかわらず、現在に至るまでグロース＝ゲーラウ郡に留まっている。
最初の公立の学校は1711年に完成した。1733年から1745年まで、ポーランド継承戦争やオーストリア継承戦争のために、ラウンハイムは外国軍を逗留させ、食料を提供しなければならなかった。1806年から1815年までのナポレオン戦争の際には、フランス軍が徴兵のために襲来し、フランス軍やロシア軍を宿営させた。1831年、ヘッセン・ルートヴィヒ鉄道の開通により、ラウンハイムは鉄道網に組み込まれた。1880年の大晦日、マイン川の堤防が決壊し、それまでの記録上最悪の洪水に襲われた。

### 工業化
工業化の開始とともにラウンハイムでも多くの改革がなされ、人口が急速に増加した。1882年から1886年にマイン川の堰が建設され、マイン川の航行が再び活発化した。1889年にマンネスマン社によって製管業が始まり、1911年には皮革加工業者がラウンハイムに移転してきた。この頃、この街に電気が通された。1914年に缶詰工場がオープンした。

### 20世紀
第一次世界大戦では、52人のラウンハイム住民が戦死した。この戦争の結果締結されたヴェルサイユ条約で、4箇所のライン右岸の橋頭堡を含むラインラントのフランスによる期限付き占領が定められたが、これによりラウンハイムもフランスに占領されることとなった。この占領は1930年7月1日終了した。
第二次世界大戦でこの街は、空爆によってひどく破壊された。ヘッセンでも早くから工業化が進められた地区であり、ロシア人強制労働者が働いていたバーンホーフ通りの半分は、鋤で掘り返されたような状態になり、何日もの間燃え続けた。これにより多くの死者が出た。また、前線でなくなった人や行方不明のままとなった人も多かった。ヒットラー独裁が終結した時、ラウンハイムの人口は約 4,000人になっていた。
第二次世界大戦後は、難民や故郷を逐われた人々が流入し、人口は急速に戦前を上回るまでに増加した。労働者住宅共同体は、新しい産業地区に拠点を構えた。それまでにオペルやヘッセンの老舗工場が進出しており、大きな雇用が生まれていた。用水路が整備され、道路がアスファルト舗装された。フランクフルター通り、マインツァー通り、バーンホーフ通りは、しっかりとした車道が整備されたが、他の多くの道路は砂利道で、雨で通行できなくなった。カルテックスの精油所がメンヒホーフ地区を占めた。ラウンハイムはオイルの街となった。しかし、こうした財政上の黄金期は急速に終息した。精油所が撤退した後、この地区は2004年からメンヒスホーフ産業地区となり、まずは流通業者や様々なオフィスによって発展した。
1966年10月27日にラウンハイムは「市」となった。姉妹都市（1973年10月27日から南フランスのアルデシュ県ル・テイユ、1986年10月25日から北イタリアのトロファレッロ）との交流活動により、欧州評議会から1992年10月24日に欧州旗が授与された。

### 市の名前
ラウンハイムという地名の由来は定かではない。郷土史家のヴィリ・ヴィルトは、市への寄稿の中で 3つの可能性を述べている。
1. 910年や1211年の最初の文献記録に遺された表記 (Ruwenheim) から "Ruhenheim" を語源とする。プロテスタント教会裏手の丘にあった昔のラウンハイムは船乗りや馬子の休憩場所（休憩 = Ruhe）であった。リングとハーケンを描いたラウンハイムの紋章もこの説に基づいており、昔、川岸に打ち込まれたリングに船を固定したことを意味している。
2. フランク人は自分たちの集落に、リュッセルスハイム、ビショフスハイム、フレールスハイム、ギンスハイムといった具合に、末尾にハイム (-heim) という地名を付けた。"Raun" は、たとえばリュッセルスハイム (Rüsselsheim) が Ruzilo という人名に由来するのと同様に、フランク人領主の名前が時代とともに変化したものと考えられる。
3. リュッセルスハイムの言語学者で歴史家のエルンスト・エーリヒ・メッツナーは、ラウンハイムという地名は修道院に由来すると唱えている。メンヒホーフ同様ベネディクト会に属したヴェストプラッツのホルンバッハ修道院がそれであるという。"Riuwunheim" または "Ruwunheim" という古い表記をメッツナーは「自ら悔い改めた者の住み家」（改悛、悔悟 = Reue）と解釈している。マインツ通りの端の下方に極めて厳格な修道院があり、後に修道士が居なくなったのを村人たちが再び利用したのである。

### 人口推移
人口推移は以下の通りである。
- 1629年: 20戸
- 1791年: 244人
- 1800年: 303人
- 1806年: 321人
- 1829年: 497人

ラウンハイムは、ヘッセン州統計局によれば、同州で最も若い市である。住人の平均年齢は、州全体が 42.7歳であったのに対し、38.5歳であった（2007年現在）。

## 宗教

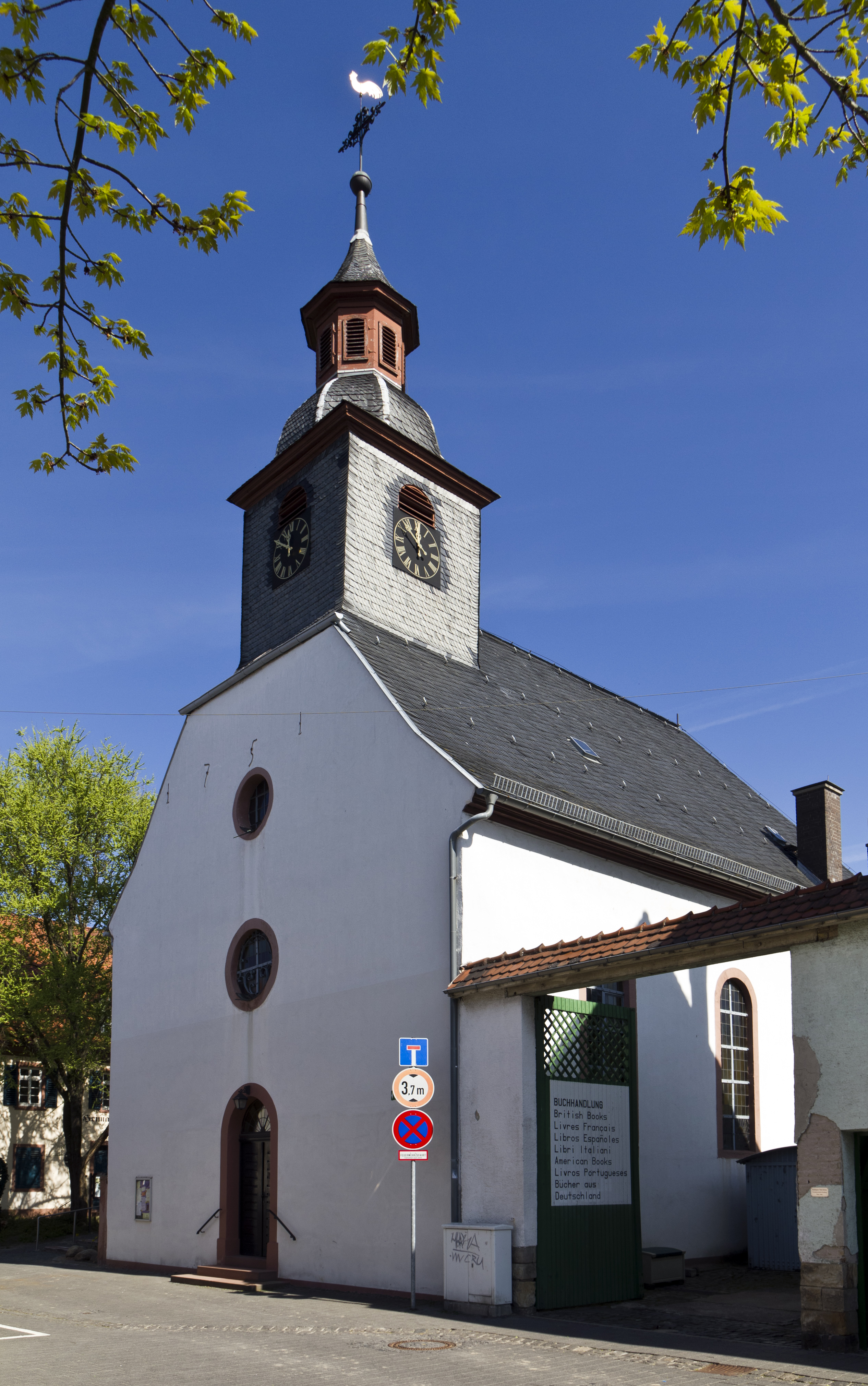
マルティン＝ルター教会

ラウンハイムは元々プロテスタントの街であった。第二次世界大戦に、たとえばズデーテン地方などからカトリック信者の難民がラウンハイムに流入した。現在ではカトリック住民はプロテスタント系住民とほぼ同数になっている。この街にはカトリック教会とプロテスタント教会が2つずつある。
オーデンヴァルト通りには、タイ人の僧侶が運営する仏教寺院がある。フランクフルター通りの消防署の近くの旧運送会社にムスリムのための祈祷所がある。また、ヤーコプ通りの旧貯蓄銀行支店に Ahmadiyya Muslim Jamaat の祈祷所がある。フランクフルター通りのホテル・アタシェー内に、このホテルの経営者が運営するロシア正教の礼拝堂がある。

## 行政

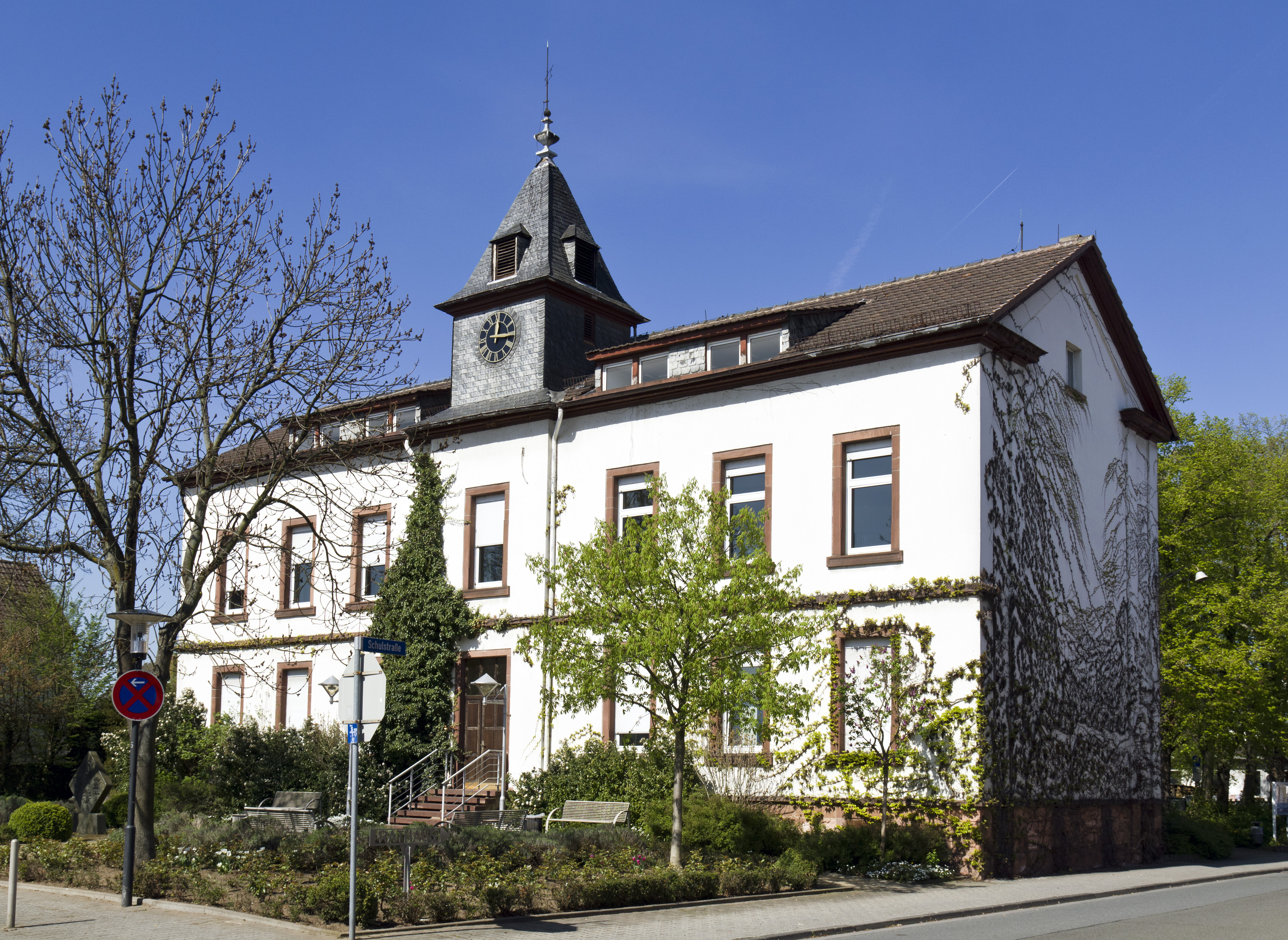
ラウンハイム市庁舎

### 議会
ラウンハイムの市議会は、31議席からなる。

### 首長
ラウンハイムの市長は、2000年からトーマス・ユーエ (SPD) が務めている。ユーエは1999年10月17日の決選投票で 50.1 % の票を獲得して初当選した。その後、2005年 74.2 %、2011年に 81.5 % の票をそれぞれ得て、再選されている。ユーエは2003年からフランクフルト空港航空騒音防衛委員会代表およびドイツ航空騒音委員会作業共同体代表を務めている。さらに航空交通法 §32a に基づく航空騒音に関する質疑委員会で、連邦環境大臣や連邦交通大臣に助言・提言・質問を行っている。
1945年以降の市長を列記する。
- 1945年　ヴィルヘルム・シュネル（アメリカ占領軍の指令による）
- 1945年　ゲオルク・クシュミルツ（アメリカ占領軍の指令による）
- 1945年　フィリップ・ヤーコプ・レナイゼン（SPD、アメリカ占領軍の指令による）
- 1947年　ハインリヒ・シュナイカー (SPD)
- 1949年　アダム・ヴィルトマイスター (CDU)
- 1955年　エルヴィン・ラング (SPD) 1969 / 70年にヘッセン州金融大臣
- 1969年　ギュンター・ディール (SPD)
- 1988年　ヘルベルト・ハース (SPD)
- 2000年　トーマス・ユーエ (SPD)

### 姉妹都市
- ル・テイユ（フランス、アルデシュ県）1973年10月27日
- トロファレッロ（イタリア、ピエモンテ州）1986年10月25日

1992年10月24日にラウンハイムは、姉妹都市交流活動により欧州評議会から欧州旗を授与された。
この他、1997年5月14日、日本の白峰村と友好協定を結んだ。アンネ＝フランク＝シューレは、イングランド、チェシャーのナンウィッチにあるマールバンク＝スクールと姉妹校協定を結んでいる。

## 文化と見所

### スポーツ
森の中に、スポーツ射撃協会「テル」e.V. 1910 ラウンハイムとゲブラウフス・ウント・シュッツフンデフェライン・ラウンハイム（GSV、犬の調教サークル）がある。ラウンハイムのその他のスポーツクラブには、ラウンハイム体操・スポーツ協会 (TSV)、テニス・クラブ・ラウンハイム (TKR)、SV 07 ラウンハイム、SSV ラウンハイムがある。カヌー＝クラブ＝ヴァダーファーラー 1955 e.V. は1955年12月に創設されたカヌークラブで、アントン＝フレットナー通り20番地に艇庫を有している。

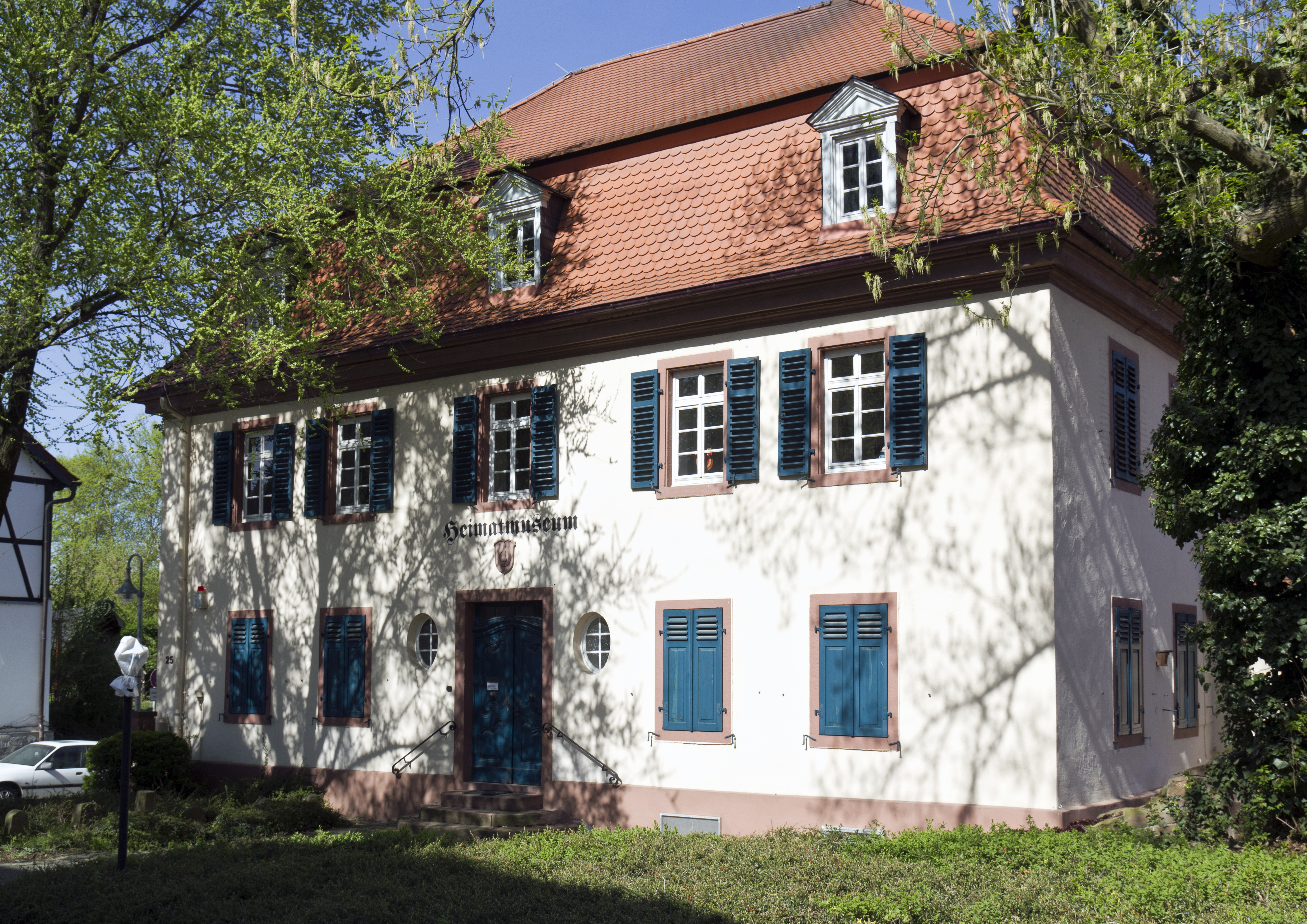
郷土博物館

### 見所
- 郷土博物館
- マルティン＝ルター教会
- メンヒホーフ礼拝堂
- ラウンハイマー・ヴァルトゼー
- 吊り橋の跨線橋

森の外に広い（遊泳区域が区切られた有料の）水浴場がある。マイン通りの古い教会の向かいに郷土博物館がある。この博物館は毎月第1日曜日に開館しており、入場は無料である。

## 経済と社会資本
マイン川に面し、空港やアウトバーンに近い交通の便が良い場所にあるこの街は、第二次世界大戦後急速に人口が増加し（1945年の人口は 3,600人であった）、重要な工業都市となった。メンヒホーフ＝ゲレンデと呼ばれる旧カルテックス精油所跡の敷地には、数千人分もの職場が創出される予定である。市は、シュタットヴェルケ・ラウンハイムという民営会社（ライフラインや公共施設の維持・管理を行う）を経営している。

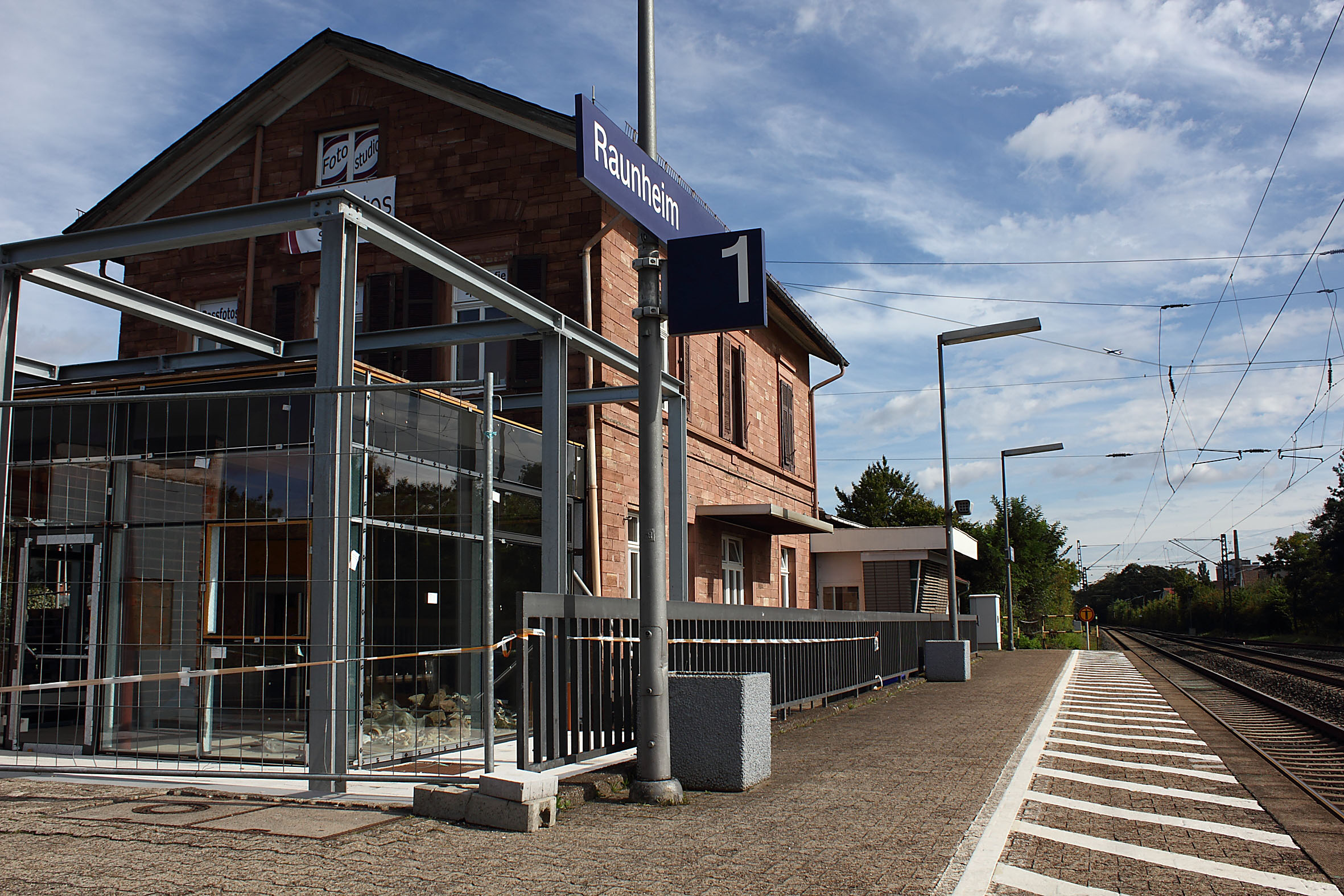
ラウンハイム駅

### 交通
市の中心部からアウトバーン A3号線のインターチェンジまでは約 2 km、フランクフルト空港までは約 8 km の距離である。公共旅客交通機関では、フランクフルト・アム・マイン、マインツ、ヴィースバーデンに Sバーンが運行している。ライン＝マイン交通連盟 (RMV) の S8 および S9号線である。また、No. 79の市内バスが営業している。さらにラウンハイムは No. 72のバスによってギンスハイムおよびフランクフルト空港と結ばれている。両路線はクールヘッセン地方交通 GmbH (RKH) が形成し、グロース＝ゲーラウ郡の地域近郊交通会社 (LNVG) が運行している。
空港に近いことは利点ばかりではない。ラウンハイムは飛行機の進入経路にあたっている。風向きによっては、飛行機が市の真上約 300 m を通過し、これによる騒音は 70 dB、ピーク時には 90 dB を越える。ラウンハイムは空港周辺で最もひどい騒音公害を被っている街である。このため、市は航空騒音軽減コンセプトを立案している。さらに空港拡張に反対する住民運動も行われている。

### 教育
ラウンハイムには公立の幼稚園が 6園ある。そのうちの 1園は森の幼稚園である。さらにプロテスタント教会が運営している幼稚園が 2園ある。
ラウンハイムには、700人の生徒を要する基礎課程学校ペスタロッツィ＝シューレがある。7クラスのこの学校は、ヘッセン州最大の基礎課程学校である。アンネ＝フランク＝シューレは 6クラスの統合型総合学校である。
これより上級の学校や職業学校は、直接境を接しているリュッセルスハイム・アム・マインや郡庁所在地のグロース＝ゲーラウにある。

### メディアテーク
メディアテークは、アム・シュタットツェントルム1番地の市庁舎内にある図書館（メディアを含む）である。この図書館の収蔵メディア件数は約 19,000件である。この図書館の利用登録者数は約 3,700人である。メディアテークは定期的にイベントを開催している。

### メディア
日刊紙のマイン＝シュピッツェとリュッセルスハイマー・エコーは、この街のできごとに関する地方面を有している。マイン＝シュピッツェは、ライン・マイン出版グループが発刊するマインツァー・アルゲマイネン・ツァイトゥングの姉妹紙であり、リュッセルスハイマー・エコーはダルムシュタット・エコーの姉妹紙である。さらにラウンハイムで配布される市のできごとが掲載される無料誌として、リュッセルスハイマー・ヴォーヒェンブラット、ウンターマイン・ホイテ、ブリッツ＝ティップ、エプラーがある。

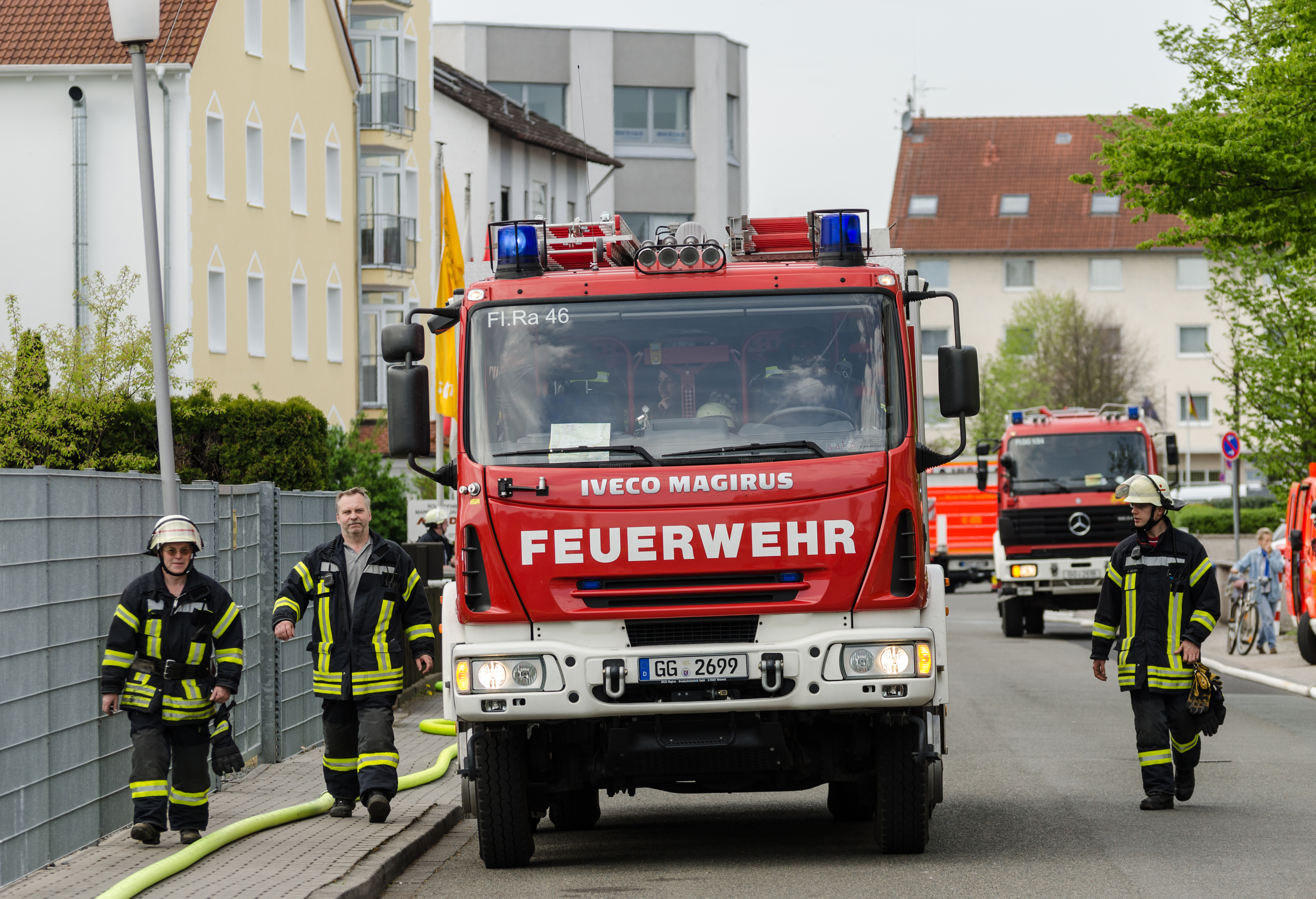
出動中のラウンハイム消防団

### 消防
火災、救命救急は自衛消防隊が担っている。消防隊は、2008年12月31日現在、男性隊員 50 人、女性隊員 6 人、青年隊員 15 人が所属している。

## 人物

### 出身者
- ヨハネス・ユストゥス・ライン（1835年 - 1918年）地理学者、日本学者

### ゆかりの人物
- ユセフ・モフタリ（1979年 - ）サッカー選手、ジュニア時代に、SV 07 ラウンハイムに所属した。
- チェンク・トスン（1991年 - ）サッカー選手、1994年から1997年まで SV 07 ラウンハイムに所属した。

## 引用
1. ↑  Hessisches Statistisches Landesamt: Bevölkerung in Hessen am 31.12.2023 (Landkreise, kreisfreie Städte und Gemeinden, Einwohnerzahlen auf Grundlage des Zensus 2011)]
2. ↑  Max Mangold, ed (2005). Duden, Aussprachewörterbuch (6 ed.). Dudenverl. p. 667. ISBN 978-3-411-04066-7
3. 1 2 3 4 5  1100 Jahre Raunheim ラウンハイム市のウェブサイト（2013年4月7日 閲覧）
4. 1 2 3 4  Landesgeschichtliches Informationssystem Hessen (LAGIS Hessen): Historisches Ortslecikon - Raunheim（2013年4月8日 閲覧）
5. ↑  “Kommunalwahlen 1972; Maßgebliche Einwohnerzahlen der Gemeinden vom 4. August 1972” (PDF), Staatsanzeiger für das Land Hessen (Der Hessische Minister des Inneren) (33):  p. 1424, (1972)
6. ↑  “Kommunalwahlen 1977; Maßgebliche Einwohnerzahlen der Gemeinden vom 15. Dezember 1976” (PDF), Staatsanzeiger für das Land Hessen (Der Hessische Minister des Inneren) (52):  p. 2283, (1976)
7. ↑  “Kommunalwahlen 1985; Maßgebliche Einwohnerzahlen der Gemeinden vom 30. Oktober 1984” (PDF), Staatsanzeiger für das Land Hessen (Der Hessische Minister des Inneren) (46):  p. 2175, (1984)
8. ↑  “Kommunalwahlen 1993; Maßgebliche Einwohnerzahlen der Gemeinden vom 21. Oktober 1992” (PDF), Staatsanzeiger für das Land Hessen (Der Hessische Minister des Inneren) (44):  p. 2766, (1992)
9. ↑  “Eckwerte der regionalen Bevölkerungsentwicklung im Überblick” (PDF), Gemeindedatenblatt: Ginsheim-Gustavsburg (HA Hessen Agentur GmbH) 2021年8月10日閲覧。
10. ↑  “Die Bevölkerung der hessischen Gemeinden (30.06.2005)”. 2006年2月9日時点のオリジナルよりアーカイブ。2021年8月10日閲覧。
11. ↑  “Bevölkerung der hessischen Gemeinden (30.06.2010)”. 2010年11月23日時点のオリジナルよりアーカイブ。2021年8月10日閲覧。
12. ↑  “Ergebnisse des Zensus 2011”. 2021年8月10日閲覧。
13. ↑  “Bevölkerung der hessischen Gemeinden (30.06.2015)”. 2016年1月29日時点のオリジナルよりアーカイブ。2021年8月10日閲覧。
14. ↑  2011年3月27日の市議会議員選挙結果、ヘッセン州統計局（2013年4月9日 閲覧）
15. ↑  1999年10月17日のラウンハイム市長選挙決選投票結果、ヘッセン州統計局（2013年4月9日 閲覧）
16. ↑  ラウンハイム市長選挙結果、ヘッセン州統計局（2013年4月9日 閲覧）
17. ↑  SSG Tell e.V. 1910 Raunheim（2013年4月10日 閲覧）
18. ↑  Gebrauchs- und Schutzhundeverein Raunheim e.V.（2013年4月10日 閲覧）